# Karl-Heinz Vosgerau
Karl-Heinz Vosgerau, né le 16 août 1927 à Kiel et mort le 4 janvier 2021 à Wolfenbüttel, est un acteur allemand.

## Filmographie partielle

### Films
- 1983 : Les Cinquante sauvages

### Séries télévisées
- 1972 : Huit heures ne font pas un jour
- 1973 : Le Monde sur le fil
- 1975 : L'Honneur perdu de Katharina Blum
- 1980 : Derrick : La décision (Die Entscheidung)
- 1984 : Les Aventures du jeune Patrick Pacard
- 1984 : Le Renard : Me Fasold (Saison 8, épisode 8 : L'inconnu)
- 2006 : Diagnostics